# Hypoxylon conostomum
Hypoxylon conostomum är en svampart som först beskrevs av Jean François Montagne, och fick sitt nu gällande namn av Jean François Montagne 1855. Hypoxylon conostomum ingår i släktet Hypoxylon och familjen kolkärnsvampar.   Inga underarter finns listade i Catalogue of Life.